# 好きっぷ
好きっぷ（すきっぷ）は、南海電気鉄道とその子会社の南海フェリーが共同で発売する、鉄道線の乗車券とフェリーの乗船券がセットになった割引切符の総称である。
その前身の好きっぷ2000についてもここで述べる。

## 概要
和歌山市と徳島市（1999年3月までは小松島市）を結ぶフェリー航路である南海フェリーは、明石海峡大橋開通後も他の関西-四国・淡路間航路が軒並み廃止となる中でも路線を維持してきたが、明石海峡大橋を経由する高速バスに対抗していくため、『ゆったり移動』できるフェリーのメリットに『スキップしたくなるお得感』を組み合わせた割引切符を発売することとなった。
- 2011年10月15日 - 『好きっぷ2000』として発売開始。当初は2012年3月31日までの期間限定だったが、その後1年ごと（但し2019年度のみ10月1日に消費税が改定されたため半年ごとになった）に期間が延長[2]され2023年3月31日以降は通年発売となっている（紙発行の好きっぷの場合）。
- 2015年2月2日 - 徳島港発の切符として、従来有効範囲外だった支線向けに、加太線用『かだ好きっぷ2000』、多奈川線用『たながわ好きっぷ2000』、高師浜線用『たかしのはま好きっぷ2000』、「汐見橋線」用『しおみばし好きっぷ2000』を追加発売した。また『こうや好きっぷ2000』を『こうやさん好きっぷ2000』に改称。
- 2019年10月1日 - 消費税が10％に変更になるのにあわせて発売額を大人2,200円、小児1,100円に変更。価格変更によって実態とそぐわなくなるため、商品名についていた『2000』がなくなり『好きっぷ』となる。
- 2022年3月25日 - Visaのタッチ決済対応改札機をもつ駅で、同じカードによるタッチ決済で徳島港と南海電鉄の対応駅をそれぞれ通過すると自動的に紙の好きっぷと同額の2200円として決済される『スマート好きっぷ』（大人のみ）を発売（同年12月11日まで発売予定だったがそれ以降も無期限で継続となった[3]。）[4]。
- 2023年10月1日 - 南海電鉄および南海フェリーの運賃改定に伴う企画乗車券の発売価格見直しにより発売額を大人2,500円、小児1,250円に変更[5][6]。
- 2023年12月13日 - 前述の『スマート好きっぷ』のカードタッチ決済乗り継ぎ対象カードが従来からのVisaに加え「JCB」「American Express」「Diners」「Discover」「銀聯」も利用可能となる[7]。
- 2025年3月4日 -『スマート好きっぷ』のカードタッチ決済乗り継ぎ対象カードとしてMastercardも追加され同日から利用可能となる[8]。
- 2025年4月1日 - 泉北高速鉄道が南海電気鉄道に吸収合併されたことにより泉北高速鉄道線が南海泉北線となる。これにより同日から泉北線各駅へ行ける「いずみちゅうおう好きっぷ」の新設と同時に「とくしま好きっぷ」も泉北線各駅[9]から利用可能となる[10]。

## 切符の種類
片道の割引乗車船券であり、南海電鉄各駅 - 和歌山港駅の鉄道と、和歌山港 - 徳島港の航路がセットで発券される。なお、利用する方向や決済方法によって以下に分かれる。
- 全て利用日の1ヶ月前から購入可能となる。南海電鉄各駅発は2015年4月以降はタッチパネル式の自動券売機を設置している駅で当日分の購入が可能である（ただし現金のみ）。なお、かつては非発売駅から利用する場合は発売駅まで出向いたうえ窓口で購入しなければならなかった。
- 窓口購入では常備券ではなく端末による発券を行うため購入可能時間が限られている[11]。
- 南海フェリーでの発売（徳島港のみ）は2時20分から上り8便出航前まで（欠航時はこの限りではない）。

とくしま好きっぷ
南海沿線の主要駅から徳島港への割引切符。2015年3月31日まで発売は下記の駅（駅窓口で定期券の発売を行っている駅）に限られていたが、現在は下記の駅では窓口で1ヶ月前からの事前販売およびクレジットカードが利用可能となる駅となる。また、2015年4月1日以降、タッチパネル式自動券売機での当日現金購入も可能となる。
泉北高速鉄道線から改称された南海泉北線では2025年4月1日から利用可能となる。
- 南海本線:なんば駅・新今宮駅・天下茶屋駅・住吉大社駅・堺駅・羽衣駅・泉大津駅・岸和田駅・貝塚駅・泉佐野駅・尾崎駅・みさき公園駅・和歌山大学前駅[12]・和歌山市駅
  - 空港線:りんくうタウン駅・関西空港駅
  - 高野線・鋼索線:住吉東駅・堺東駅・三国ヶ丘駅・中百舌鳥駅・初芝駅・北野田駅・金剛駅・河内長野駅・林間田園都市駅・橋本駅・高野山駅
  - 泉北線：深井駅・泉ケ丘駅・栂・美木多駅・光明池駅・和泉中央駅

- 下記の駅では、タッチパネル式自動券売機の設置がないため、2019年4月現在もその駅での購入はできない。上記･下記いずれにも表記のない駅は、2019年4月現在、タッチパネル式自動券売機で当日現金購入のみが可能となる。
  - 高野線：下古沢駅 - 極楽橋駅間の各駅

※徳島港発の以下の好きっぷはすべて徳島港フェリーターミナル、及び2017年7月20日より徳バス観光サービス各営業所で発売。
なんば好きっぷ
- 徳島港から南海本線の各駅[14]への割引切符。『とくしま好きっぷ』が発売されていない駅での下車も可能[15]。

こうや好きっぷ（2015年2月1日まではこうや好きっぷ2000、再変更前はこうやさん好きっぷ2000）
- 徳島港から高野線の各駅[16]および鋼索線高野山駅への割引切符。『とくしま好きっぷ』が発売されていない駅での下車も可能。

かんくう好きっぷ
- 徳島港から空港線の各駅[17]への割引切符。

かだ好きっぷ
- 徳島港から加太線の各駅[18]への割引切符。

たながわ好きっぷ
- 徳島港から多奈川線の各駅[19]への割引切符。

たかしのはま好きっぷ
- 徳島港から高師浜線の各駅[20]への割引切符。

しおみばし好きっぷ
- 徳島港から「汐見橋線」の各駅[21]への割引切符。

いずみちゅうおう好きっぷ
- 徳島港から泉北線の各駅[22]への割引切符。

スマート好きっぷ（大人のみ発売）
- 利用は以下のVisaのタッチ決済対応改札機設置駅と徳島港との相互利用に限られる[23]。後述の通り2023年12月13日よりVisa以外の一部ブランドもタッチ決済対応となった。
  - 2022年4月25日から中百舌鳥駅以外の泉北高速鉄道各駅にVisaのタッチ決済が拡大され、2022年7月までは中百舌鳥駅以外の泉北高速鉄道線の各駅から同駅を乗り通し、和歌山港から南海フェリーを利用した場合は、泉北高速鉄道各駅と和歌山港駅間の乗継割引運賃が適用された（合計100円引き）運賃と南海フェリーの通常運賃2,200円の合計額が決済されてしまい、スマート好きっぷ対象外となるため、必ず中百舌鳥駅で一旦改札を出入場する必要があった。逆に徳島港から南海フェリーを利用し泉北高速鉄道線の各駅まで乗り通した場合は自動的にスマート好きっぷの適用を受け、スマート好きっぷ2,200円と中百舌鳥駅から降車駅までの泉北高速鉄道線通常運賃の合計額が決済された（中百舌鳥駅での出入場不要）[24]。
  - 2022年8月1日から2025年3月31日までは中百舌鳥駅以外の泉北高速鉄道の各駅との相互間で南海フェリーを利用した場合スマート好きっぷ2,500円（2023年9月30日までは2,200円）と中百舌鳥駅と利用駅の間の泉北高速鉄道線通常運賃の合計額が決済された（中百舌鳥駅での出入場不要）[25]。
  - スマート好きっぷを利用する場合はVisaのタッチ決済による各種割引キャンペーンは対象外となる[26]。
  - 2023年12月13日から従来からのVisaに加え「JCB」「American Express」「Diners」「Discover」「銀聯」のタッチ決済も利用可能となった[27]。
  - 2025年3月4日からはMastercardのタッチ決済も利用可能となった[28]。
- 駅名の後ろに※のある駅は2022年5月に順次（和歌山大学前駅が5月31日）、それ以外の駅は発売時より対応。泉北線では2025年4月1日より適用開始。
  - 南海本線：なんば駅・新今宮駅・天下茶屋駅・堺駅・泉大津駅・岸和田駅※・泉佐野駅※・和歌山大学前駅※・和歌山市駅
  - 空港線：りんくうタウン駅・関西空港駅
  - 高野線：堺東駅・三国ヶ丘駅・中百舌鳥駅・北野田駅※・金剛駅・河内長野駅・林間田園都市駅※・橋本駅・九度山駅・高野下駅・高野山駅
  - 泉北線：深井駅・泉ヶ丘駅・栂・美木多駅・光明池駅・和泉中央駅

## 発売料金
- 価格は大人は全て2500円（小児1250円）[29]。
  - 『スマート好きっぷ』は大人料金のみ対応[4]。
- 鉄道線の座席指定列車[30]および南海フェリーのグリーン席は、別途料金を支払うことで利用できる。
- 有効区間内で途中下車した場合はその時点で無効となる。
- 有効期間は使用日当日限りとなる。
  - ただし、電車の接続が無い和歌山港発のフェリー1 - 3便に乗船する場合は、『スマート好きっぷ』を除き便宜上前日の日付の乗車券で乗船が可能である（和歌山港までは徒歩移動または別の交通機関を利用する必要がある）。

## 参考リンク
- 南海フェリー『好きっぷ』
- 南海電気鉄道『とくしま好きっぷ』